# Manuel Sender Garcés
Manuel Sender Garcés (Alcolea de Cinca, 7 de febrer de 1905- Osca, 13 d'agost de 1936) va ser un polític republicà i advocat espanyol. Alcalde d'Osca durant la Segona República, va ser afusellat en els començaments de la guerra civil.

## Biografia
Germà del conegut escriptor Ramón J. Sender, va començar la seva militància política vinculat amb el Partit Radical, per a passar després a Acció Republicana i després a Esquerra Republicana. Va ser triat en dues ocasions (de maig de 1932 a octubre de 1934 i del 21 de febrer de 1936 fins a abril d'aquest any) alcalde d'Osca. També va ser triat en 1936 com a compromissari per a l'elecció del president de la República. Va ser executat per les tropes franquistes poques setmanes després del cop d'estat que va donar lloc a la guerra civil, juntament amb l'alcalde d'Osca Mariano Carderera, alcalde d'Osca.